# Millepora tenera
Millepora tenera là một loài san hô trong họ Milleporidae. Loài này được Boschma mô tả khoa học năm 1949.